# Adolphe Hanoteau
Pour les articles homonymes, voir Hanoteau.
Adolphe Hanoteau, né à Decize dans la Nièvre le 12 juin 1814, et mort dans la même commune le 17 avril 1897, est un général français, auteur d'études sur les Kabyles.

## Biographie
Adolphe Hanoteau est le frère du peintre Hector Hanoteau, le père de l'historien Jean Hanoteau et le grand-père du dramaturge et journaliste Guillaume Hanoteau. Souvent, on lit que la famille Hanoteau est apparentée à la famille de Gabriel Hanotaux, mais cela n'a jamais été prouvé jusqu'à présent.
Polytechnicien (promotion X1832), Adolphe Hanoteau sert dans le génie. Après quelques années passées en métropole, il est affecté en 1845 comme capitaine à la direction du génie de l’Algérie. Détaché en 1846 au service central des affaires arabes, il suit le général Changarnier à Paris lors des événements de 1848 et retrouve l’Algérie en 1853. Il est successivement : chef du bureau arabe de Médéah (1853), adjoint au bureau politique à Alger (1854), commandant supérieur des cercles de Draa el Mizan (1859) et de Fort-Napoléon (Fort-National) (1860), directeur des affaires arabes de la division d’Alger (1862), colonel attaché au bureau politique (1865) et, de nouveau, commandant supérieur du cercle de Fort-Napoléon (1866).
Général de brigade en 1870, Adolphe Hanoteau commandant la subdivision militaire de Dellys, est mis en disponibilité en 1871, reçoit en 1873 le commandement de la subdivision de la Creuse et en 1874, celui de la subdivision d’Orléansville. Placé dans la section de réserve en 1876, il est admis à la retraite en 1878. Il consacre l’essentiel de son activité à l’étude de la langue, des mœurs et des institutions kabyles. En 1873, il est nommé membre correspondant à l’Académie des inscriptions et belles-lettres.
Un Centre de population de la commune mixte de Ténès, créé en janvier 1900 sous le nom de Timezratine, fut nommé Hanoteau, en hommage au général Hanoteau, par décision du gouverneur général du 21 juillet suivant. Cette dénomination sera officialisée par décret du 28 décembre 1915. Le centre est érigé en commune par arrêté du 4 décembre 1956 (avec Flatters), dans le département d'Orléansville. Nom actuel : Zeboudja.

## Publications
- Adolphe Hanoteau, Essai de grammaire kabyle, renfermant les principes de ce langage berbère parlé par les populations du versant nord du Jurjura et spécialement par les Igaouaouen ou Zouaoua, avec des textes et traductions, suivi de notes et d'une notice sur quelques inscriptions en caractères dits tifinar' et en langue tamacher't, Alger, Bastide, 1858
- Adolphe Hanoteau, "Lettre adressée à M. Reinaud par M. Hanoteau (..) au sujet de la notice qui se trouve ci-devant, p. 107 et suiv. [M. Reinaud "Sur le système primitif de la numération chez la race berbère"]", Journal Asiatique 1860, p. 264-269
- Adolphe Hanoteau, Essai de grammaire de la langue tamachek', renfermant les principes du langage parlé par les Imouchar' ou Touareg, avec des textes, poésies, conversations et traductions, suivi d'une notice sur la carte annexe et des fac-similés d'écritures tifinar', Paris : Impr. impériale, 1860 (Prix Volney de l'Académie des inscriptions et belles-lettres) (consulter le document sur Gallica)
- Adolphe Hanoteau, Poésies Populaires de la Kabylie du Jurjura, Paris, Imp. impériale, 1867 (consulter le document sur Gallica)
- Adolphe Hanoteau & Aristide Letourneux, La Kabylie et les coutumes kabyles, 3 vol., Paris, Impr. nationale, 1872-1873 (vol.1, vol.2 & vol.3) (2 éd. A. Challamel, 1893), 2e éd. (sic) rev. et augm. Paris, Bouchene, 2003  (ISBN 978-2-912946-43-0)